# Kxoe (taal)

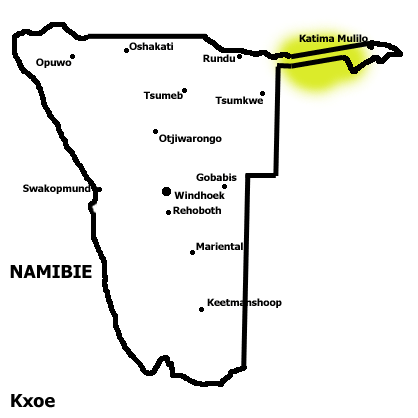
Verspreidingsgebied Kxoe in Namibië

Kxoe is een Khoisantaal. Het wordt gesproken door circa 4000 San (Bosjesmannen) in de Caprivistrook in Namibië. De taal komt ook voor in Angola, Botswana en Zambia.
Alternatieve namen voor Kxoe zijn Kxoedam of Khwedam, Khoe en Xun. De Kxoe sprekende San worden eveneens aangeduid met voornoemde namen, maar ook als Water Bushmen of Barakwena.